# Skellefteå tingsrätt
Skellefteå tingsrätt är en tingsrätt i Västerbottens län som har sitt kansli i Skellefteå. Tingsrättens domkrets omfattar Malå, Norsjö och Skellefteå kommuner. Tingsrätten med dess domkrets ingår i domkretsen för Hovrätten för Övre Norrland.

## Heraldiskt vapen
Blasonering: I blått en gyllene bjälke, bildad ovan av en rak skura och nedan av en vågskura och belagd med en blå antik blixt; bjälken åtföljd ovan av en balansvåg och nedan av en sol, båda av guld. Skölden krönt med kunglig krona. Vapnet är en kombination av Skellefteå kommunvapen och en balansvåg, som representerar rättvisan. Vapnet fastställdes år 2004.

## Administrativ historik
Vid tingsrättsreformen 1971 bildades denna tingsrätt i Skellefteå av häradsrätten för Skellefteå tingslag. Domkretsen bildades av Skellefteå domsaga och del av Västerbottens mellersta domsaga (Lövångers och Burträsks socknar). Sedan 1971 omfattar domkretsen (domsagan) Skellefteå, Norsjö och Malå kommuner. Tingsställe blev förutom Skellefteå till 1979 Norsjö.
Skellefteå tingsrätt var tidigare också inskrivningsmyndighet, för de fastigheter som finns i Västerbottens län och Norrbottens län.

## Lagmän
- 1971–1976 Erik Öhlén
- 1977-1993: Birger Lundström
- 1993-2007: Torgny Johansson
- 2007-: Christel Lundmark